# Чикунова Дарія Ярославівна
Дарія Чикунова (12 квітня 1999) — російська плавчиня.
Учасниця Олімпійських Ігор 2016 року.